# 波皮夫希納 (羅姆內區)
50°36′32″N 33°36′20″E / 50.60889°N 33.60556°E
波皮夫什奇納（烏克蘭語：Попівщина）是位於烏克蘭東北部的村莊，由蘇梅州羅姆內區的安德里亞希夫卡市鎮負責管轄。該村分別距離扎庫班卡、斯維季夫希納1公里和阿納斯塔西夫卡3公里，海拔高度171米，2001年人口353。